# Olivia Sellerio
Olivia Sellerio, cantautora italiana, nacida en Palermo, Sicilia, Italia. Intérprete de las canciones de la banda sonora de la serie de televisión "Comisario Montalbano", producida por la RAI. 

## Carrera
Nace y vive en Palermo. Sus padres fueron Enzo Sellerio y Elvira Giorgianni, fundadores en 1969 de la  editorial Sellerio. Enzo (1924-2012) era reportero gráfico (fotógrafo) y Elvira (1936-2010) jurista y personaje destacado de la industria editorial italiana. 
Olivia se aficionó al canto ya desde muy niña. Estudió piano durante cuatro años y bajo la tutela de Elsa Guggino. Asistió al Folkstudio de Palermo encontrándose con cantantes urbanos, adquiriendo y cultivando su propio repertorio influenciado por las diferentes formas del repertorio popular siciliano. Desde su adolescencia colaboró con músicos como Alfio Antico, comprometido con la renovación profunda de los métodos y materiales de la música étnica y tradicional. Mientras tanto, aprende idiomas y géneros musicales. Se aproxima a la comunidad caboverdiana de Palermo, aprendiendo el dialecto criollo (portugués de Cabo Verde) y estudiando la música tradicional del archipiélago africano, desde el Morna al Batuque, que unos años más tarde, durante su estancia en París, interpretará acompañada de músicos de la comunidad lusófona de la capital francesa. Pero el amor por el jazz, que conoció en su infancia escuchando los discos de su padre, terminó prevaleciendo. Estudió canto jazz durante seis años con Loredana Spada y durante tres con Maria Pia De Vito, perfeccionándose con Rachel Gould, Sheila Jordan, Mark Murphy, Norma Winstone. Estudió técnica lírica durante tres años.
El negocio familiar la retiene en su ciudad natal, por lo que hasta 2003, emplea su tiempo entre la editorial Sellerio y la música. Su actividad como cantante se centra en la escena siciliana. Los grupos en los que canta interpretan tanto temas de la tradición americana como del repertorio brasileño y latinoamericano (sus homenajes monográficos van de Monk a Ellington, de Gershwin a Kurt Weil, de Jobim a Chico Buarque , por citar algunos), y colabora en los años noventa con músicos de la escena isleña, y otros de relevancia nacional e internacional como Enrico Rava, Pietro Leveratto, Mauro Beggio, Gabriele Mirabassi.
Canta en la Open Jazz Orchestra de Mimmo Cafiero hasta 2002, también con Stefano D'Anna, durante los tres primeros años del milenio, y compone música original sobre textos de autores sicilianos contemporáneos, desde Maria Attanasio hasta Ignazio Buttitta, desde Piccolo hasta Camilleri. Termina una primera versión de su disco Accabbanna. 
En 2004, su hermano Antonio entra en la dirección de la editorial junto a su madre Elvira, y Olivia puede dedicarse únicamente a la música. En 2005 sale a la venta su primer disco Accabbanna. Es el resultado de conjugar el canto de jazz con el folclore siciliano. En este álbum la acompañan Gaspare Palazzolo, voz, Mauro Schiavone, saxo, Pietro Leveratto, piano y harmónium, y Giovanni Apprendi, contrabajo y arreglos. Por su interpretación en Accabbanna, Olivia Sellerio recibe el premio “La Donna nel Jazz” otorgado por la Asociación Calata Sbarbaro de Savona 2006 y el premio especial “Donna di scena” 2006 del festival homónimo de Siracusa. En el mismo año, nuevamente con Pietro Leveratto, se encarga de la música de los audiolibros - publicados por L'Espresso y La Repubblica - "Donna di Porto Pim" de Antonio Tabucchi, leído por Marco Baliani y, en colaboración con Enrico Rava y Paolo Damiani, "Un hilo de humo" de Andrea Camilleri, leído por Fiorello. 
También con Pietro Leveratto musicaliza varios poemas que interpreta desde 2007 en el espectáculo Note Romanze; entre estos, “Nas quatro estacoes” del poeta portugués Gastão Cruz  y “Lingua y dialectu” del poeta siciliano Ignazio Buttitta. Las dos canciones originales están publicadas respectivamente en el cd Kalz'art Live (Egea) y en el cd La mia vita vorrei viverla cantando (Fundación I. Buttita / Región de Sicilia).
En 2007, sale un nuevo disco, Violeta, en homenaje a Violeta Parra, poetisa y cantautora chilena, es el sexto trabajo en colaboración con Leveratto, editado en septiembre de 2015 por Egea Records.
En 2011, sale el álbum titulado Certe canzoni amava, homenaje a su madre, que contiene 16 de las canciones preferidas por Elvira Sellerio, fallecida en 2010.
En 2016, actúa en el espectáculo teatral «C’era un piano», ("Había un piano"),  interpretando canciones memorables (producción del Teatro Biondo).
El disco Zara Zabara (2019), contiene las canciones de las series de televisión «Il Giovane Montalbano» (2012 y 2015), de Andrea Camilleri, y de «Il Commissario Montalbano» (2017 y 2018). Selleiro canta en siciliano, influenciada por el escritor Andrea Camilleri.

## Discografía
- Accabbanna (2006), de Olivia Sellerio y Pietro Leveratto.[8]

- Violeta (2007), en colaboración con Pietro Leveratto – Egea Records

- A19 (2008), colabora con Stefano D'Anna y Mauro Schiavone (música jazz).[9]

- Certe canzoni amava (2011), de Olivia Sellerio.

- Zara Zabara (2019), para la serie El Comisario Montalbano.